# Doce Tribus de Israel (rastafari)
En el movimiento Rastafari, las Doce Tribus de Israel (Twelve Tribes of Israel) es un grupo religioso rastafari y una de las Mansiones Rastafaris. Su sede se encuentra en Hope Road, en Kingston, Jamaica. El grupo fue formado en 1968 por Vernon Carrington. La filosofía de las Doce Tribus se basa en las enseñanzas de la Biblia. Los miembros siguen la enseñanza de leer la Biblia (la Biblia de referencia Scofield, versión King James), un capítulo por día de Génesis 1 - Apocalipsis 22, una enseñanza alentada por Carrington, conocido por la organización como el profeta Gad. Es la más liberal de las órdenes rastafaris y los miembros son libres de adorar en una iglesia o edificio de su elección.

## Creencias
Las Doce Tribus de Israel enseñan la salvación a través de El Mesías Jesucristo, a quien se refieren como Yahshua (Su nombre hebreo) o Yesus Kritos (Su nombre en el idioma amárico).
Haile Selassie, Emperador de Etiopía, es visto como un rey divinamente ungido en el linaje de los reyes David y Salomón (la casa de Selassie se llama dinastía salomónica). Si bien se lo considera una representación de The Messiyah in Kingly Character (El mesías en forma de Rey), no se lo ve como el Mesías mismo, sino como un representante del pacto eterno de David, que Yesus Kristos debe cumplir a su segundo regreso como El león conquistador de la tribu de Judá (Yahudah).

## Organización y prácticas
Cada miembro de esta secta pertenece a una de las Doce Tribus, que está determinada por el mes de nacimiento gregoriano y está representada por un color, una parte del cuerpo y un rasgo de carácter, a menudo llamado "facultad". El calendario israelita estándar comienza en abril; Las doce tribus de Israel son Rubén, Simeón, Leví, Judá, Isacar, Zabulón, Dan, Gad, Aser, Neftalí, José y Benjamín. Aunque las doce representaciones se aplican tanto a hombres como a mujeres, Dinah, aunque no se considera una tribu, es representativa de lo femenino.
No se requiere que los miembros de esta orden tengan turbante, sin embargo, sí usan banderas rojas, doradas y verdes en las reuniones, durante la oración y las lecturas de la Biblia como vestimenta sagrada. Las Doce Tribus de Israel funcionan internacionalmente y tienen sedes en varios países diferentes. Los miembros trabajan para la repatriación al África, principalmente Etiopía (Shashamane)
Bob Marley fue un miembro destacado. Otros artistas asociados con el grupo incluyen Sangie Davis, Fred Locks, Little Roy y Pablove Black. El grupo tuvo una asociación con el sound system Jah Love en la década de 1970.

## Distribución por España
Las 12 Tribus llegaron sobre los años 80 a Europa, momento en el cual se asentaron en varios países, principalmente en Francia y Alemania. Tres años más tarde, pusieron como epicentro el Castillo del Sus, situado en el País Vasco francés. Pasados once años proceden a instalarse en  España, concretamente en Guipúzcoa donde ocupaban un caserón del Monte Ulía. Según Luis Santamaría (exsacerdote y teólogo español y destacado experto en sectas), “su actividad pública más conocida fue su presencia en ferias y mercados medievales de toda la geografía nacional, vendiendo repostería artesana para sostener la comunidad”. 
En el año 1999 inauguraron su segunda sede en un caserío de Irún, prosiguiendo más tarde a instalarse en Navarra. Su presencia también puede ser encontrada en provincias tales como Asturias y Málaga. No obstante, en España su estancia no es tan notoria y numerosa, por otro lado, en Francia ya ha sido punto de mira en varias ocasiones.

## Menores
El papel que han tenido estos dentro de los grupos es lo que ha llevado a que en varias ocasiones hayan sido un punto de focalización e investigación. Se trata de niños o adolescentes que no realizan vida ni actividad fuera del grupo y en la mayoría de ocasiones no son escolarizados. Son exmiembros (a través de sus testimonios) quienes afirman que los castigos físicos son los más frecuentes. Por otro lado, existe una distinción de género de manera que sus actividades principales irán en función de si son del género masculino, dedicándose a la agricultura o son del género femenino, dedicándose a las tareas domésticas.